# Барвінський Олександр Олександрович
Барвінський Олександр Олександрович (нар. 1889 або 1890, Львів — липень 1957, там само) — український лікар, заступник міністра охорони здоров'я у складі Українського державного правління, член Українського лікарського товариства.

## Біографія
Народився 1889 або 1890 року у Львові. У 1914 році закінчив медичний факультет Львівського університету.
Під час Першої світової війни Барвінський був військовим лікарем в Албанії. Потім працював в організованій ним порадні матерів та в народній лічниці. Для боротьби з туберкульозом одним із перших застосував профілактичне щеплення вакциною Фрідмана.
Під час Другої світової війни працював у Львівському відділі охорони здоров'я. Всі Барвінські залишились під час нацистської окупації у Львові. 30 червня 1941 року був включений до складу Українського державного правління, очолюваного Ярославом Стецьком, як заступник міністра охорони здоров'я Мар'яна Панчишина. Після розпуску правління очолював відділ охорони здоров'я міста Львова до закінчення нацистської окупації.
Член Українського лікарського товариства від 1919 року.

### Арешт та ув'язнення

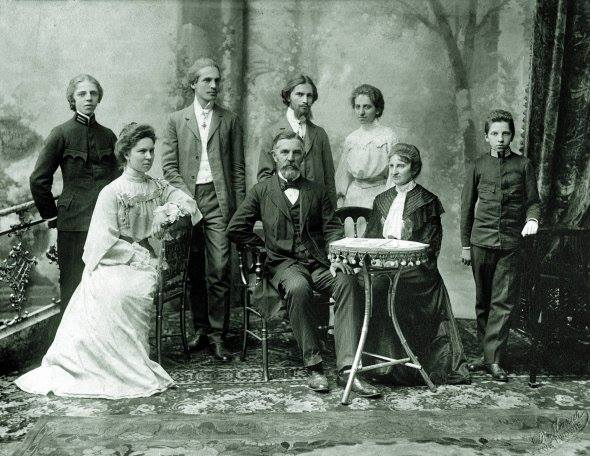
Олександр Барвінський (1847—1926), його друга дружина Євгенія Любович (1854—1913). Їх діти зліва направо: Василь Барвінський (1888—1963) — майбутній композитор, піаніст; Ольга Бачинська (1874—1955) — донька від першого шлюбу, педагог; Богдан Барвінський (1880—1958) — історик, бібліограф, архівіст; Роман Барвінський (1881—1947) — інженер, художник; Олена Савчук (1883—1962); Олександр Барвінський (1889—1957) — лікар

Відомо, що ще з вересня 1944 року за сім'єю Барвінських вівся таємний нагляд з боку спецслужб. Однак, радянська влада не дала санкції на арешти аж до серпня 1947 року. Скоріш за все, радянська влада прагнула використати ці прізвища в своїх пропагандистських цілях і перетягнути їх на прорадянські позиції. Але, відповідно до агентурних донесень, використати українську інтелігенцію в своїх цілях не вдавалось.
Зрештою, 19 серпня 1947 року перший секретар львівського обкому КП(б)У Іван Грушецький надіслав телеграму до Лазара Кагановича, де попросив санкцію на арешт сім'ї Барвінських і проведенню показового судового процесу. 26 серпня було видано постанову про арешт. Олександра Барвінського звинувачували у «співпраці з гестапо та СД» та «проведенні антирадянської націоналістичної агітації». Спочатку відкидав свою вину в колаборації та агентурній діяльності та зазначав, що його внесли в списки уряду Стецька без його відома.
Однак в середині вересня 1947 року Олександр Барвінський повністю визнає свою провину по всіх пунктах. Ймовірно, його катували, щоб примусити прийняти звинувачення. 19 січня 1948 року був складений обвинувальний висновок, у якому було зазначено, що Барвінський також був співучасником масових вбивств євреїв.
27-29 січня 1948 року відбувався відкритий судовий процес над Олександром Барвінським, йому присудили 10 років позбавлення волі та 5 років обмеження в правах. Суд проводив Воєнний трибунал військ МВС.

### Подальше життя

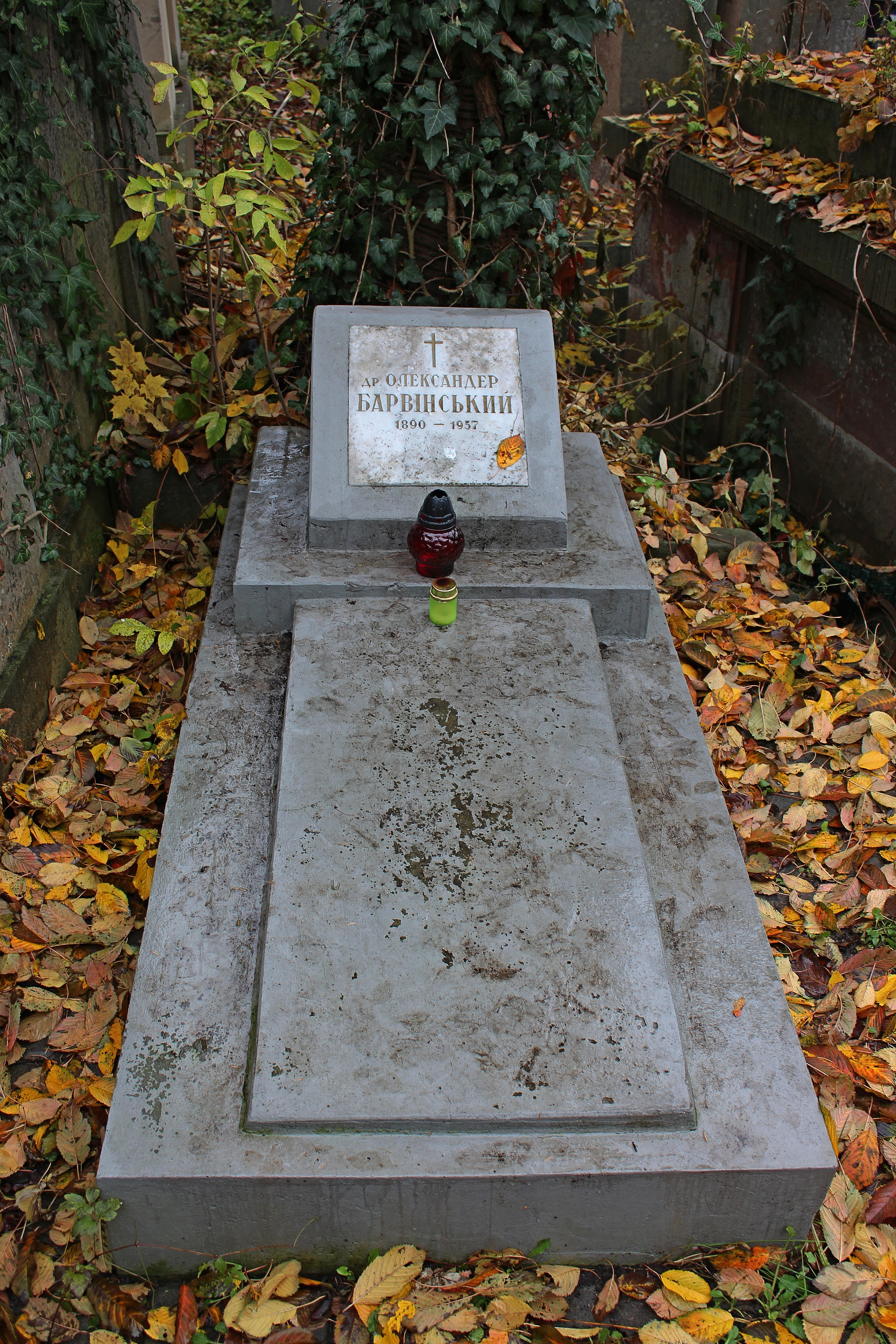
Могила Олександра Барвінського на Личаківському цвинтарі

В ув'язненні 1953 почав готувати працю «Історія лікування профілактичною вакциною Фрідмана проти туберкульозу і критична оцінка цього методу лікування на основі власного досвіду»; залишив також працю «Матеріали по імунології та імунній терапії раку» (рукопис). 1956 повернувся з мордовських концтаборів до Львова з підірваним здоров'ям. Працював у санаторії для хворих на туберкульоз у Брюховичах. Залишив у рукописах низку праць, написаних у 20-і роки.
Помер у Львові у липні 1957 року.
У 1994 році співробітники Львівського обласного управління СБУ відмовили в реабілітації Олександра Барвінського на основі «аргументованого звинувачення».
Помер у Львові, похований на полі № 3 Личаківського цвинтаря.

## Особисте життя
Син Олександра та Євгенії, брат Богдана та Василя Барвінських.

## Публікації
- Порадник для матерей. Ч. 1. Плекання немовляти // ЛВ. 1921. Ч. 1–2;

- Причинок до історії розвитку рентгенології (зі спогадів про проф. І. Пулюя) // УМВ. 1924. Ч. 3–4;

- Туберкульоза, чахотка. Л., 1925;

- Лікування острих інфекційних діточих недуг, зв'язаних з аффекцією горла метілєновою синькою. Л., 1925;

- Про «буракомоч», або проходження незміненої буракової краски до мочі. Л., 1927;

- Лянгбайніт у діточій практиці. Ч. 2; Л., 1934.